# Contea di Halifax (Canada)
La contea di Halifax è una contea della Nuova Scozia in Canada. Al 2006 contava una popolazione di 372.858 abitanti.